# Kreon
Kreon er konge over Theben og gift med Eurydike. Han er fader til Megareus og Haimon, som er forlovet med Antigone. Samtidig er Kreon bror til Iokaste, som både er mor til og gift med Ødipus.
Eurydike kalder Kreon for sønnemorder, fordi hun mener, at han har ladet Megareus dø i kampen, og at han med sin dom over Antigone er skyld i Haimons død.
| Mytologi | Spire Denne artikel om mytologi er en spire som bør udbygges. Du er velkommen til at hjælpe Wikipedia ved at udvide den. |